# Piper erecticaule
Piper erecticaule är en pepparväxtart som beskrevs av C. Dc.. Piper erecticaule ingår i släktet Piper och familjen pepparväxter. Inga underarter finns listade i Catalogue of Life.